# Кониметр
Кониметр или (англ. Koniscope) — прибор для измерения содержания пыли в воздухе. Другое название счётчик пыли Эйткена, назван так в честь Джона Эйткена, который изобрёл первый кониметр.
Используется, в частности, для измерения загрязненности воздуха и опасности для дыхательной системы человека в промышленности.
Кониметр представляет из себя насос соединённый с пробиркой. Принцип действия основан на том, что определённое количество воздуха подается через узкий зазор, под отверстием которого находится стеклянная пластина, покрытая липким веществом (например, глицерином или глюкозой), на которой прилипают частицы пыли. Таким образом, этот принцип измерения соответствует принципу одноступенчатого импактора. После того, как зазор закрыт на стеклянной пластине с помощью микроскопа, определяется количество и размер зафиксированных адгезивных частиц. Важно отметить, что клейкое вещество должно быть прозрачным.
Кониметр используется в местах, где важно определить качество воздуха, например шахтах, мельницах, лако-красочных производствах, цементных заводах, станциях наблюдения за погодой, санаториях. Кониметры могут работать как непрерывно, так и периодически. Ныне они обычно заменяются автоматическими измерительными приборами. Для использования в шахтах были разработаны специальные шахтные датчики, которые содержат отстойник для измерения только твердых частиц.

## Другое значение
- Кониметр (от греч. Konos — конус, и metreo — меряю) — инструмент для измерения конусов[2].